# Igor Lisovski
Pour les articles homonymes, voir Lissovski.
Igor Olegovitch Lisovski (russe : Игорь Олегович Лисовский ; né le 25 juin 2954) est un patineur artistique soviétique. Avec sa femme d'alors Irina Vorobieva, il est champion du monde 1981 et champion d'Europe 1981. Ils sont alors entraînés par Tamara Moskvina.
Avant de faire équipe avec Vorobieva, il a concouru en individuel ainsi qu'avec Lilia Skurikhina, sans obtenir de médaille en compétition majeure.

## Palmarès

### En individuel
| Compétition                     | 1973    | 1974    | 1975    |  |  |  |  |  |  |  |  |  |  |  |
| Championnats du monde           | 16e     |         |         |  |  |  |  |  |  |  |  |  |  |  |
| Championnats d'Europe           |         |         |         |  |  |  |  |  |  |  |  |  |  |  |
| Championnats d'Union soviétique | 5e      | 6e      |         |  |  |  |  |  |  |  |  |  |  |  |
|                                 |         |         |         |  |  |  |  |  |  |  |  |  |  |  |
| Autre Compétition               | 1972/73 | 1973/74 | 1974/75 |  |  |  |  |  |  |  |  |  |  |  |
| Skate Canada                    |         | 4e      | 5e      |  |  |  |  |  |  |  |  |  |  |  |
| Moscou Skate                    |         | 4e      |         |  |  |  |  |  |  |  |  |  |  |  |

### En couple
Avec sa partenaire Irina Vorobieva (5 saisons : 1978-1983)
| Compétitions                    | 1979    | 1980    | 1981    | 1982    | 1983    |  |  |  |  |  |  |  |  |  |
| Jeux olympiques d'hiver         |         |         |         |         |         |  |  |  |  |  |  |  |  |  |
| Championnats du monde           | 4e      |         | 1er     | 5e      |         |  |  |  |  |  |  |  |  |  |
| Championnats d'Europe           | 2e      |         | 1er     | 3e      |         |  |  |  |  |  |  |  |  |  |
| Championnats d'Union soviétique | 3e      | 2e      | 2e      | 3e      | 5e      |  |  |  |  |  |  |  |  |  |
|                                 |         |         |         |         |         |  |  |  |  |  |  |  |  |  |
| Autres Compétitions             | 1978/79 | 1979/80 | 1980/81 | 1981/82 | 1982/83 |  |  |  |  |  |  |  |  |  |
| Moscou Skate                    | 3e      | 1er     | 1er     |         |         |  |  |  |  |  |  |  |  |  |
| Trophée NHK                     |         | 1er     |         |         | 2e      |  |  |  |  |  |  |  |  |  |
|                                 |         |         |         |         |         |  |  |  |  |  |  |  |  |  |

## Programmes
(avec Vorobieva)
| Saison    | Programme court | Programme long                                                                                                   | Exhibition |
| --------- | --------------- | --- | ---------- |
| 1980-1981 |                 | L'étoile et la mort de Joaquin Murietta ( Звезда и смерть Хоакина Мурьеты ) par Alexeï Rybnikov et Pavel Grushko |            |